# Allemagne-en-Provence
Allemagne-en-Provence är en kommun i departementet Alpes-de-Haute-Provence i regionen Provence-Alpes-Cote d'Azur i sydöstra Frankrike. Kommunen ligger  i kantonen Riez som ligger i arrondissementet Digne-les-Bains. År 2022 hade Allemagne-en-Provence 539 invånare.

## Befolkningsutveckling
Antalet invånare i kommunen Allemagne-en-Provence
Referens: INSEE